# Cyril Genik

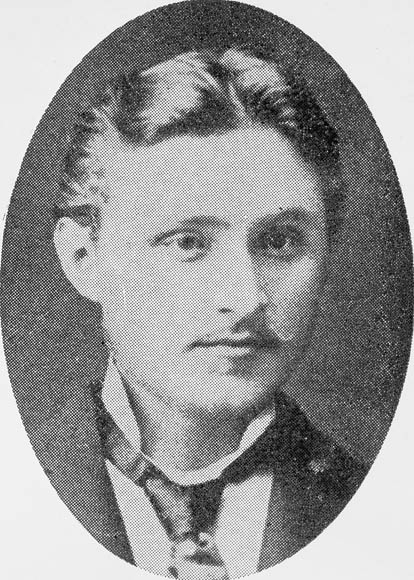
Cyril Genik (1857–1925)

Cyril Genik (* 1857 in Nyschnij Beresiw, Galizien, Österreich-Ungarn; † 12. Februar 1925 in Winnipeg, Kanada) war ein Agent der ukrainisch-kanadischen Einwanderungsbehörde und von historischer Bedeutung für die Einwanderung von ukrainischen Immigranten in Kanada.

## Biografie
Cyril Genik wurde 1857 in Nyschnij Beresiw (ukrainisch Нижній Березів) in der heutigen Oblast Iwano-Frankiwsk, Ukraine, geboren. Sein Vater war Iwan Genyk, der Bürgermeister eines Dorfes, seine Mutter hieß Ann Pertsovych. Er absolvierte sein Abitur in Lemberg (Lwiw). Danach begann Genik sein Studium in Kolomyja bei Iwano-Frankiwsk, wo er nach seinem Abschluss 1879 als Lehrer nach Nadwirna versetzt wurde. 1882 kehrte Genik in sein Heimatdorf zurück und gründete eine Schule. Während der 1880er Jahre gegründete Genik ein Getreidemühlen-Unternehmen sowie eine Produzenten-Kooperative, die er den „Karpaten-Laden“ nannte. 1890 wurde er in den Gemeinderat der Stadt Kolomyja gewählt.

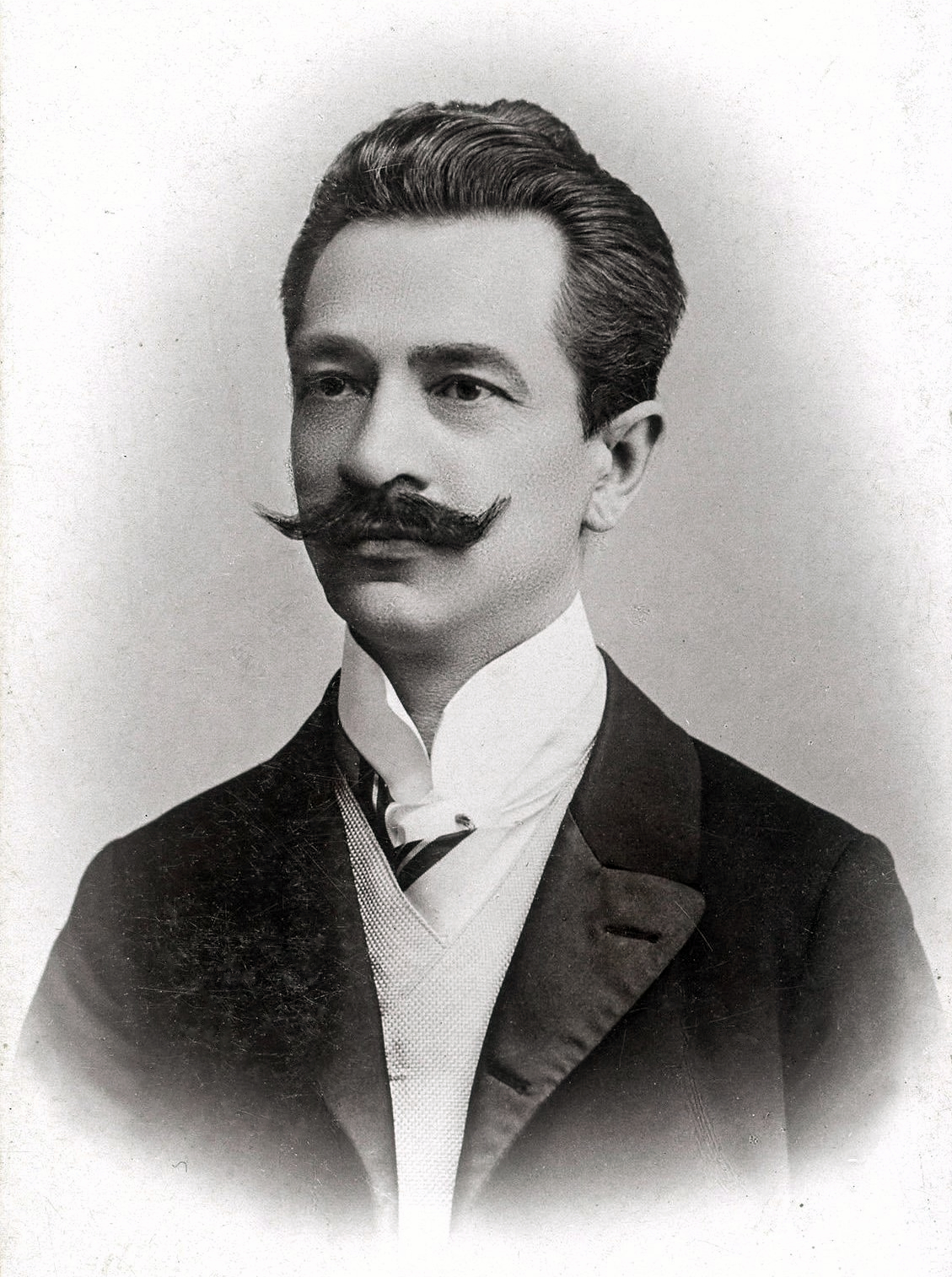
Joseph Oleskiw (1860–1903)

Genik traf in dieser Zeit auf Joseph Oleskiw, einen Mann, der die Einwanderung von Ukrainern nach Kanada vermittelte. Oleskiw bat Genik ihn mit seinem zweiten Kontingent die Ukrainer auf ihrer Reise nach Kanada zu begleiten, und den Einwanderern zu helfen, damit sie besser Fuß fassen können. Genik trat mit seiner Frau und seinen vier Kindern gemeinsam mit einer Gruppe von 64 Ukrainern die Reise an; am 22. Juni 1896 landeten sie in der Stadt Québec. Genik führte die Gruppe zunächst nach Winnipeg und dann nach Stuartburn, Manitoba, einer Stadt, die heute als die erste ukrainisch-kanadische Gemeinde in West-Kanada gilt.

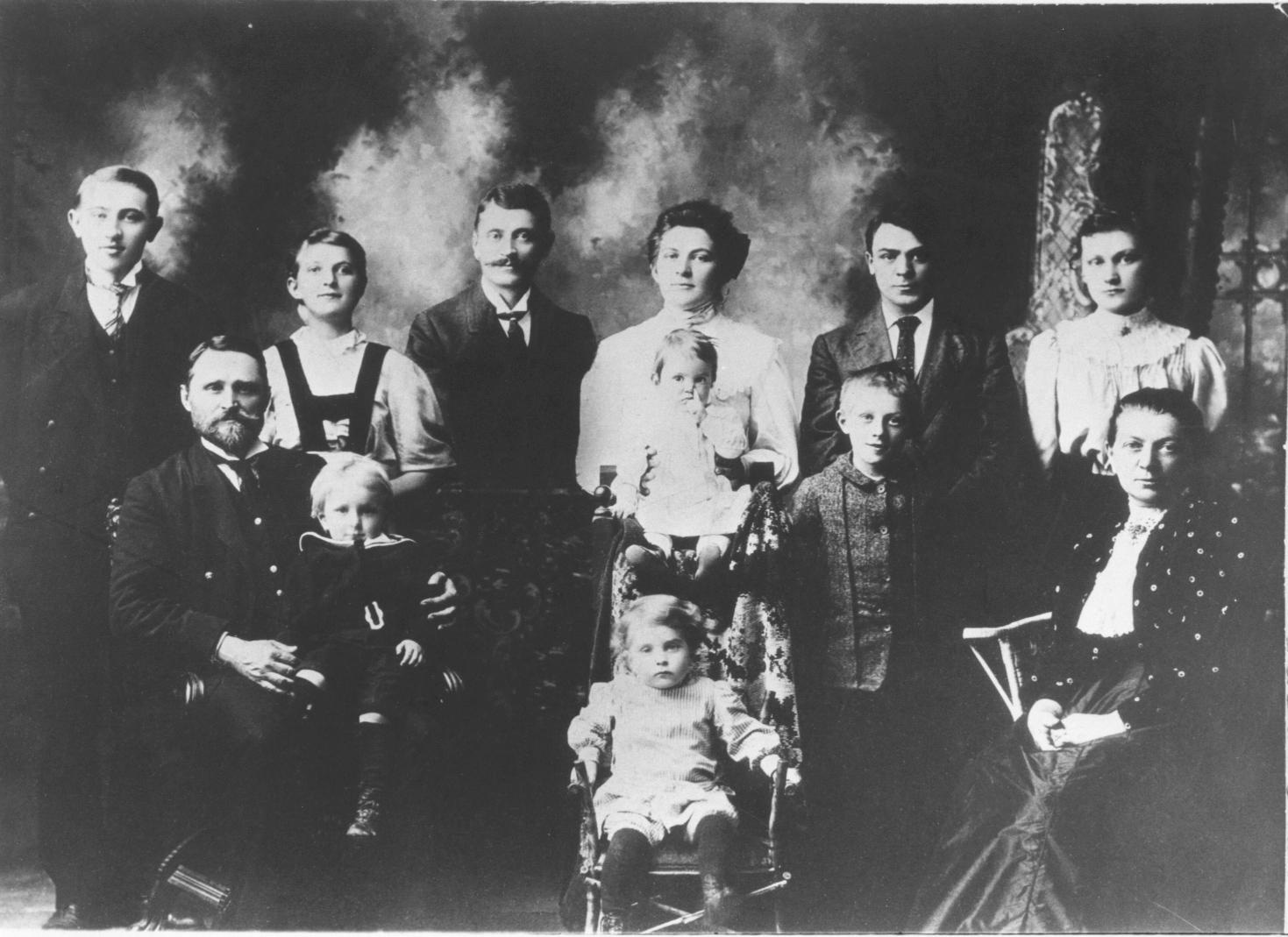
Cyril und Pauline Genik und Kinder, und die Familie Jones, 1906

Im August 1896 ließ Genik sich zuerst selbst in Stuartburn bei Manitoba nieder, wo er einen eigenen Hof besaß. Kurze Zeit später zog er jedoch nach Winnipeg. Noch im selben Monat empfahl Oleskiw dem kanadischen Department of the Interior, Genik als Einwanderungsagenten einzustellen. Im September 1896 wurde Genik als Mitarbeiter der Regierung zum Dolmetschen und für Übersetzungen, zunächst auf Teilzeit-Basis angestellt. In seinem Job als Einwanderungsagent traf Genik auf viele neue ukrainisch-kanadische Einwanderer in der Stadt Québec. Er ermutigte sie, die englische Sprache zu verwenden und ihre traditionellen ukrainischen Sitten aufzugeben. Auch diente er als Berater, je nachdem wie er gebraucht wurde.
Sein Arbeitspensum erhöhte sich drastisch durch den starken Anstieg der ukrainischen Einwanderung nach Kanada. Die Arbeiten wurden so aufwendig, dass Genik 1898 ein Vollzeit-Angestellter der kanadischen Regierung wurde. Dabei war er der erste ukrainische Vollzeit-Angestellte der kanadischen Regierung im öffentlichen Dienst.
1899 gründete Genik in seinem Haus die „Taras-Schewtschenko-Lesehalle“ und 1903 die erste ukrainische Zeitung in Kanada, den Kanadischen Bauer (Канадійскій Фермер). Obwohl Genik selbst nicht religiös war, meinte er, dass es eine unabhängige christliche Konfession für die Ukrainer in Kanada geben sollte, die unabhängig von griechisch-orthodoxen und russisch-orthodoxen Normen sein sollte. Er gründete im Zeitraum von 1903 bis 1904, die „Unabhängige orthodoxe Kirche“ in Zusammenarbeit mit der Presbyterianischen Kirche von Winnipeg. In diesem Zusammenhang wurde auch die Kirche der „Seraphimiten“, die sogenannte „Eisenschrott-Kathedrale“ (englisch Tin Can Cathedral oder Scrap-Iron Cathedral, ukrainisch Бляшена Катедра), des von Genik unterstützen „Bischofs Seraphim“ gebaut. Nach der allgemeinen Wahl von 1911 zum kanadischen Unterhaus, bei der die von Genik favorisierte Liberale Partei Kanadas nicht gewann, verlor er im Anschluss auch seine Anstellung. In der Folge zog er sich aus der Öffentlichkeit zurück. Er lebte eine Weile in den Vereinigten Staaten, kehrte aber später nach Winnipeg zurück, wo er am 12. Februar 1925 starb.
Zum Zeitpunkt seines Todes war Genik in der ukrainischen kanadischen Gemeinde als „Zar von Kanada“ bekannt.
Die kanadische Regierung, vertreten durch den für das Historic Sites and Monuments Board of Canada zuständigen Minister, ehrte Genik am 24. November 1995 für sein Wirken und erklärte ihn zu einer „Person von nationaler historischer Bedeutung“.

## Bibliografie
- Dictionary of Ukrainian Canadian biography, pioneer settlers of Manitoba, 1891–1900, V. J. Kaye, Autor und Übersetzer (Toronto, 1975).
- Oleksander Dombrovsky, Outline of the history of the Ukrainian Evangelical-Reformed movement (New York et Toronto, 1979) [Text in Ukrainisch].
- A heritage in transition : essays in the history of Ukrainians in Canada, M. R. Lupul, editor (Toronto, 1982).
- J.-P. Himka, Galician villagers and the Ukrainian national movement in the nineteenth century (New York, 1988).
- V. J. Kaye, Early Ukrainian settlements in Canada, 1895–1900  Dr. Josef Oleskow's role in the settlement of the Canadian northwest (Toronto, 1964).
- O.T. Martynowych, The Seraphimite, Independent Greek, Presbyterian and United Churches, umanitoba.ca/...canadian.../05_The_Seraphimite_Independent_Greek_Presbyterian_and_United_Churches.pdf -
- O.T. Martynowych, The Taras Shevchenko Reading Club/Educational Society for ...umanitoba.ca/faculties/.../04_The_Taras_Shevchenko_Reading_Club.pdf –
- O. T. Martynowych, Ukrainians in Canada : the formative period, 1891–1924 (Edmonton, 1991).
- M. H. Marunchak, Studies in the history of Ukrainians in Canada (5 Vol. publiziert in Winnipeg, 1964– ) [Text in Ukrainisch].
- N. Mitchell, The Mythology of Exile in Jewish, Mennonite and Ukrainian Canadian Writing in A Sharing of Diversities, Proceedings of the Jewish Mennonite Ukrainian Conference, “Building Bridges”, General Editor: Fred Stambrook, Canadian Plains Research Center, University of Regina, 1999.
- O. I. Sych, From the « new land » letters of Ukrainian emigrants from Canada (Edmonton, 1991) [Text in Ukrainisch].